# Akutbilar i Sverige
Se akutbil för akutbilar internationellt.

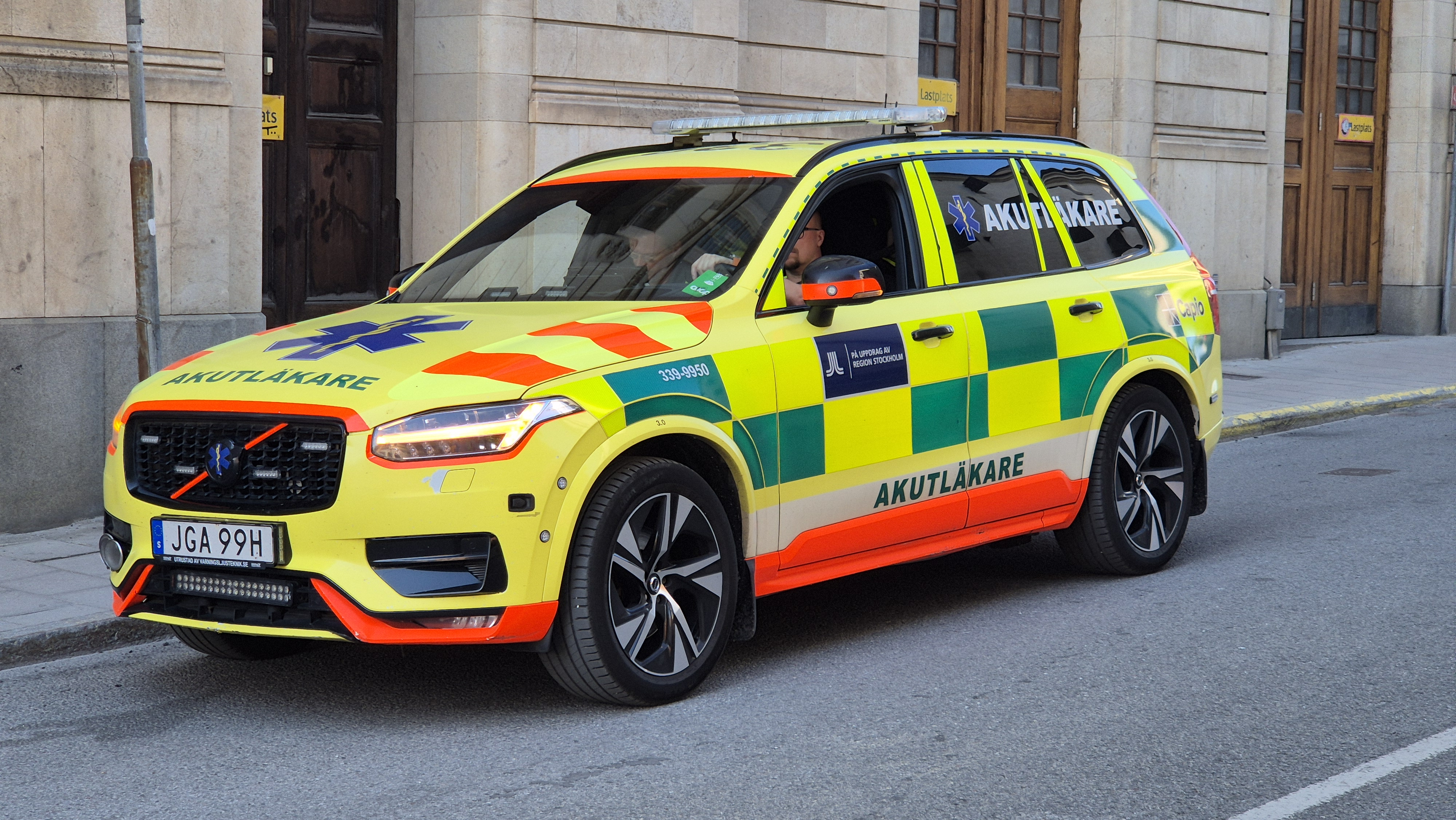
Akutbil i Stockholm (Volvo XC90) 2024.

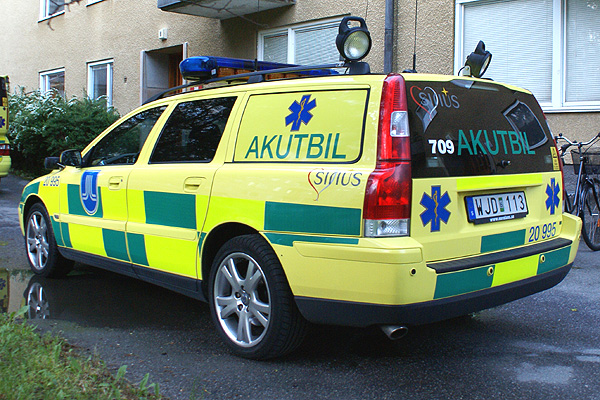
Akutbil i Stockholm

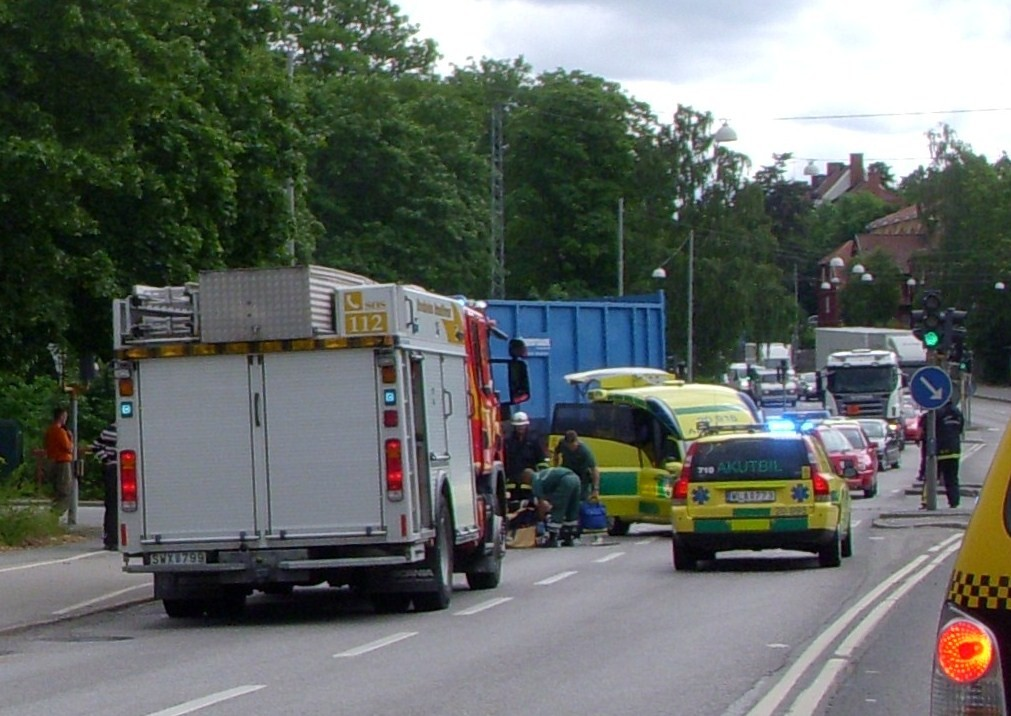
Ambulans, akutbil och brandförsvar vid Ulvsundavägen i Stockholm 2009

En akutbil är i Sverige en personbil registrerad som ett utryckningsfordon som samarbetar med ambulansen och rycker ut vid större olyckor, svåra fall med mera. Akutbilens bemanning varierar mellan regionerna. I Stockholm är den bemannad med en en specialistläkare i akut- eller anestesisjukvård och en sjuksköterska med specialistutbildning i anestesisjukvård. På andra håll medföljer även narkosläkare. Den transporterar inga patienter utan är enbart till för att kunna påbörja livräddande verksamhet så tidigt som möjligt.

## Personalkrav

### Anestesisköterskan
Anestesisjuksköterskan skall vara legitimerad sjuksköterska med påbyggnadsutbildning inom anestesisjukvård och med minst tre års erfarenhet inom sin specialitet. Personen skall ha genomgått av CAK (Centrala avdelningen för Ambulanssjukvård och Katastrofmedicinsk planering) godkänd introduktionsutbildning med godkänt resultat. Anestesisjuksköterskan bör vidare ha yrkeserfarenhet av barn- och neuroanestesi, akutmottagning och IVA samt av ambulanssjukvård. Önskvärt är även prehospital akutsjukvårdsutbildning. 
Anestesisjuksköterskan skall, på eget ansvar och/eller efter delegering/ordination enligt generella direktiv av ansvarig läkare, kunna utföra följande uppgifter: 
- Hjärt-lungräddning enligt (Svenska HLR rådets schema)
- Säkerställa fria luftvägar
- S-ABCDE-sjukvård
- Självständig anestesi och intubation vid till exempel thorax- och skallskador
- Övervaka EKG och saturation
- Självständigt inleda behandling vid sjukdomstillstånd såsom astma, arytmier, hjärtsvikt, epilepsi, smärttillstånd av olika uppkomst, akuta bröstsmärtor, hjärtstopp, lungödem, hypoglykemisk koma, pseudokrupp och uttalad bronkospasm, främmande kropp i luftvägarna, intoxikation med opiater, chocktillstånd av olika uppkomst, skallskador, förlossningar, allergiska larynxödem, traumatiska skador och drunkningstillbud.

Dessutom skall anestesisjuksköterskan kunna behandla andra förekommande akuta livshotande tillstånd med den utrustning och de farmaka som finns angivna i gällande läkemedelslista.

## Akutläkarbil

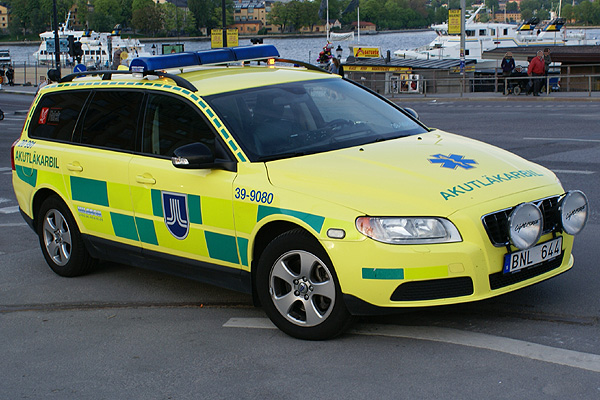
Akutläkarbil i Stockholm

Akutläkarbil är en sorts akutbil som rullar i Stockholm sedan hösten 2008. Läkaren som tidigare flög i ambulanshelikoptern i Stockholm sitter nu istället i denna bil.
PHAT eller prehospitalt akutteam kallas motsvarande "läkare med chaufför" team som introducerats i Region Skåne 2005 och sedan avvecklades 2008.